# Oton Mário José Lustosa Torres
Oton Mário José Lustosa Torres (Parnaguá, 6 de agosto de 1957) é um magistrado, jurista, contista e romancista brasileiro, membro da Academia Piauiense de Letras. Ocupante da cadeira 5 , cujo patrono é Areolino de Abreu.

## Biografia
Fez seus estudos regulares em Parnaguá e Corrente, bacharelando-se em Direito pela Universidade Federal do Piauí . É desembargador do Tribunal de Justiça do Estado do Piauí.
Escritor de mérito reconhecido, pertence ao Instituto Histórico de Oeiras, ao Instituto Histórico, Geográfico e Genealógico de Parnaíba, à União Brasileira de Escritores (UBE-PI), à Associação Nacional dos Escritores, Academia Piauiense de Letras Jurídicas, Academia de Letras da Magistratura do Piauí e Academia Maçônica de Letras do Piauí.

## Obras do autor
- Petições e sentenças (1988)
- Ações possessórias (1990)
- Da propriedade imóvel (1996)
- Meia-Vida (1999)
- O pescador de personagens (2000)
- Vozes da ribanceira (2003)